# 丁利什納丘陵 (阿拉斯加州)
丁利什納丘陵（英語：Dinglishna Hills）是位於美國阿拉斯加州馬塔努斯卡-蘇西特納自治市鎮的一個非建制地區。該地的面積和人口皆未知。

## 地理
丁利什納丘陵的座標為61°28′47″N 150°34′47″W / 61.47972°N 150.57972°W，而該地的平均海拔高度為20米（即70英尺）。